# Mecynogea apatzingan
Mecynogea apatzingan is een spinnensoort in de taxonomische indeling van de wielwebspinnen (Araneidae).
Het dier behoort tot het geslacht Mecynogea. De wetenschappelijke naam van de soort werd voor het eerst geldig gepubliceerd in 1997 door Herbert Walter Levi.